# Czyn zabroniony
Czyn zabroniony – zachowanie wypełniające ustawowe znamiona typu czynu zabronionego, czyli odpowiadające opisowi zachowania określonego w ustawie karnej.
Czyn zabroniony jest obwarowany sankcją zastosowania kary kryminalnej, tym samym jest czynem bezprawnym karnie i stanowi element składający się na strukturę przestępstwa lub wykroczenia.
Czyn zabroniony jest rodzajem czynu bezprawnego i stanowi zarazem jeden z czterech podstawowych komponentów przestępstwa lub wykroczenia. Pozostałymi są: bezprawność, wina i społeczna szkodliwość (w wypadku przestępstwa – większa, niż znikoma; w odniesieniu do wykroczenia nie ma takiego wymogu). Oznacza to, że każde przestępstwo lub wykroczenie jest jednocześnie czynem zabronionym, natomiast nie każdy czyn zabroniony stanowi przestępstwo lub wykroczenie (nie jest nim, gdy zabraknie któregokolwiek z pozostałych trzech elementów definicji przestępstwa lub wykroczenia).
Tym samym możliwe jest m.in. stworzenie takiej konstrukcji, w której czyn wypełniający znamiona czynu zabronionego nie będzie  przestępstwem lub wykroczeniem z powodu zaistnienia okoliczności wyłączającej bezprawność czynu, dokładniej okoliczności wyłączającej karną bezprawność czynu, czyli kontratypu.